# 德意志南摩拉維亞

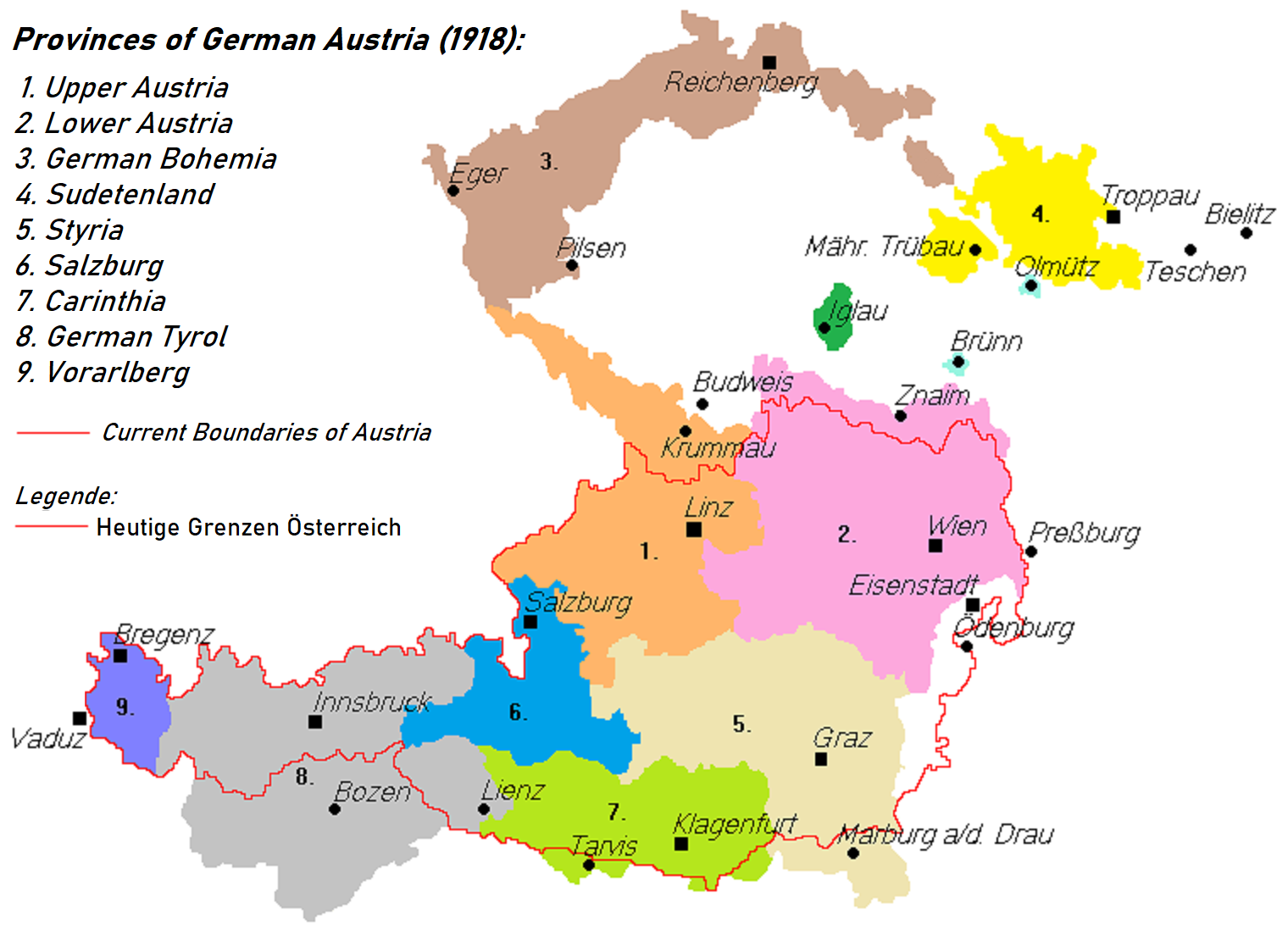
德意志奧地利的各省。德意志南摩拉維亞是奧地利當前邊界（紅線）以北的粉色區域

德意志南摩拉維亞（德語：Deutschsüdmähren）是捷克斯洛伐克的一個歷史地區。它包括摩拉維亞南部和西部的部分地區，曾經主要居住著德意志人。